# Ягупова, Алина Александровна
 Алина Александровна Ягупова (род. 9 февраля 1992, Днепропетровск, Украина) — украинская баскетболистка, играющая на позиции атакующего защитника. Капитан сборной Украины. Алина Ягупова стала лучшим игроком тура квалификации чемпионата Европы 2019 года и MVP Евролиги-2020.

## Биография
Алина Ягупова родилась в Днепре, 9 февраля 1992 года.
Баскетболом начала заниматься ещё в пятилетнем возрасте. В итоге закончила в Днепре баскетбольную ДЮСШ № 5.
Выступала за днепровскую баскетбольную команду «Днепр», и «Регин-Баскет-Бар», затем перешла в баскетбольный клуб из Кропивницкого «Елисавет-Баскет».
Позже стала одной из самых успешных украинских баскетбольных легионерок. Выступала за турецкие клубы, а также стала первой украинкой, подписавшей контракт с одной из команд, играющих в американской NBA — «Лос-Анджелес Спаркс» (именно этот клуб завоевал первенство NBA в 2016 году).
Кроме того, Алина Ягупова выступает в составе женской национальной сборной Украины по баскетболу — играя на позиции нападающего, она также капитан украинской сборной.
В настоящее время Алина Ягупова является одним из самых результативных игроков в Евролиге в своей команде «Фенербахче». Кроме того, Ягупова — безусловный лидер по средней результативности в Евролиге, на её счету 20,2 очка за игру.
В 2021 году Алина Ягупова получила свой первый чемпионский титул за границей.

## Титулы
Чемпионка Франции: 2016/17
Чемпионка Турции: 2020/21
Обладательница Кубка Турции: 2019/20
Обладательница Суперкубка Турции: 2019
Бронзовый призёр Евролиги: 2020/21
MVP Евролиги (2): 2020, 2021

## Награды
- Орден княгини Ольги III ст. (8 марта 2021) — за значительный личный вклад в социально-экономическое, научно-техническое, культурно-образовательное развитие Украинского государства, образцовое исполнение служебного долга и многолетний добросовестный труд[7].
- В 2019 году вошла в топ-100 самых успешных женщин Украины по версии журнала «Новое время».[8]